# Jo Mommers
Johannes Cornelis Mommers, detto Jo, (Tilburg, 12 giugno 1927 – 13 marzo 1989), è stato un calciatore olandese, di ruolo attaccante.

## Carriera
A livello di club, Jo Mommers ha militato tra le file del Willem II, vincendo per due volte il campionato olandese. Ha fatto parte dei convocati olandesi per le Olimpiadi di Helsinki 1952, scendendo in campo contro il Brasile nell'unica partita che ha disputato con la Nazionale olandese.

## Statistiche

### Cronologia presenze e reti in Nazionale
| Cronologia completa delle presenze e delle reti in nazionale ― Paesi Bassi | Cronologia completa delle presenze e delle reti in nazionale ― Paesi Bassi | Cronologia completa delle presenze e delle reti in nazionale ― Paesi Bassi | Cronologia completa delle presenze e delle reti in nazionale ― Paesi Bassi | Cronologia completa delle presenze e delle reti in nazionale ― Paesi Bassi | Cronologia completa delle presenze e delle reti in nazionale ― Paesi Bassi | Cronologia completa delle presenze e delle reti in nazionale ― Paesi Bassi | Cronologia completa delle presenze e delle reti in nazionale ― Paesi Bassi |
| Data                                                                       | Città                                                                      | In casa                                                                    | Risultato                                                                  | Ospiti                                                                     | Competizione                                                               | Reti                                                                       | Note                                                                       |
| -------------------------------------------------------------------------- | -------------------------------------------------------------------------- | -------------------------------------------------------------------------- | -------------------------------------------------------------------------- | -------------------------------------------------------------------------- | -------------------------------------------------------------------------- | -------------------------------------------------------------------------- | -------------------------------------------------------------------------- |
| 16-7-1952                                                                  | Turku                                                                      | Paesi Bassi                                                                | 1 – 5                                                                      | Brasile                                                                    | Olimpiadi 1952                                                             | -                                                                          |                                                                            |
| Totale                                                                     |                                                                            | Presenze                                                                   | 1                                                                          |                                                                            | Reti                                                                       | 0                                                                          |                                                                            |

## Palmarès
- Campionati olandesi: 2

Willem II: 1950-1951, 1954-1955